# Qix
Qix (яп. クイックス Kuikkusu) — аркадная игра, выпущенная американской компанией Taito America Corporation в 1981 году для аркадных автоматов. Впоследствии Qix была портирована на Atari 5200 в 1982-м, Atari 8-bit и Commodore 64 в 1983-м, и далее на множество других платформ. В конце 1980-х и начале 1990-х игра была портирована и выдержала ряд изданий на нескольких платформах: MS-DOS и Amiga в 1989-м, ещё одна версия Commodore 64 в том же году, Apple IIGS и Game Boy в 1990-м, Nintendo Entertainment System и Atari Lynx в 1991-м.

## Игровой процесс
Целью игры является отгораживание или, другими словами, «захват» большей части игрового поля. В начале каждого уровня игровое поле представляет собой большой и пустой прямоугольник, внутри которого содержится Qix — существо, которые совершает плавные, но непредсказуемые движения. Qix всегда двигается в пределах незахваченной области и представляет собой палку, которая перемещается в плоскости экрана, вращается и оставляет за собой след из предыдущих положений палок себя.
Игрок управляет небольшим ромбовидным маркером, который может перемещаться по периметру границы захваченной и незахваченной областей (изначально это прямоугольник экрана), и имеет цель захватить как можно большую часть экрана путём рисования Stix — это происходит тогда, когда игрок направляет свой маркер внутрь незахваченной области. Если враждебный персонаж дотрагивается до рисуемой линии Stix, то игрок теряет жизнь. Если игрок после рисования возвращается на границу областей, то тем самым он замыкает фигуру, и захваченная область (определяется как сторона Stix противоположная той, где находится Qix) присоединяется к краю поля. Таким образом, игроку необходимо выбирать моменты для выхода в незахваченную область и её «разрезания» на две части, при этом нужно избегать прикосновения себя или Stix и после выхода делать это быстрее. Чтобы пройти уровень, игрок должен захватить некоторую часть игрового поля (игра поставлялась с требованием добиться 75 % или более заполнения, но оператор мог изменить это значение в пределах от 50 до 90 %).
Изначально игроку даётся некоторое количество жизней. Жизнь теряется, если Qix касается линии Stix в процессе её рисования, или если игрок касается Sparx — врагов, которые движутся по всем краям игрового поля, за исключением незавершенного Stix. Игрок не имеет никаких средств защиты и, соответственно, всех врагов нужно избегать. Помимо этого, игрок теряет жизнь если останавливается на некоторое время после начала рисования Stix — при остановке, незаконченная линия «загорается» как фитиль и горит по направлению к маркеру. Если маркер стоит достаточно времени, чтобы огонь его настиг, игрок теряет жизнь, если маркер начинает двигаться вновь, огонь гаснет.
Игроку даются очки в момент захвата новой области и в зависимости от её размера. Маркер игрока может перемещаться с двумя разными скоростями; области, закрашенные на медленной скорости, заливаются другим цветом и приносят вдвое больше очков. Дополнительно, если после захвата области Sparx не оказываются на новом периметре, то они уничтожаются, и за них даются очки.
В верхней части экрана ведётся обратный отсчёт времени до появления дополнительных Sparx и мутации всех Sparx в Super-Sparx, которые могут преследовать игрока и вдоль незавершенных линий Stix. После того, как игрок завершает два уровня, сложность возрастает. На игровом поле появляется несколько Qix и Sparx, скорость увеличивается, а в конечном итоге обычные Sparx больше не появляются, присутствует только Super-Sparx. В уровнях с несколькими Qix, игрок может завершить уровень, нарисовав Stix, который разделяет игровое поле на две области, каждая из которых содержит Qix, что приносит ему бонусные очки.